# Ipatinga (gemeente)
Ipatinga is een stad en gemeente in de Braziliaanse deelstaat Minas Gerais. Ze maakt deel uit van de mesoregio Vale de Rio Doce van de gelijknamige microregio Ipatinga en van de stedelijke regio Vale do Aço. Ze ligt op 209 km van de staatshoofdstad Belo Horizonte. De gemeente telt 261.203 inwoners (2017) en is 164,884 km² groot.

## Aangrenzende gemeenten
De gemeente grenst aan Caratinga, Coronel Fabriciano, Mesquita, Santana do Paraíso en Timóteo.

## Geboren
- Alessandro Faiolhe Amantino Mancini (1980), voetballer
- Jajá Coelho (1986), voetballer
- Kerlon Moura Souza, "Kerlon" (1988), voetballer

## Galerij

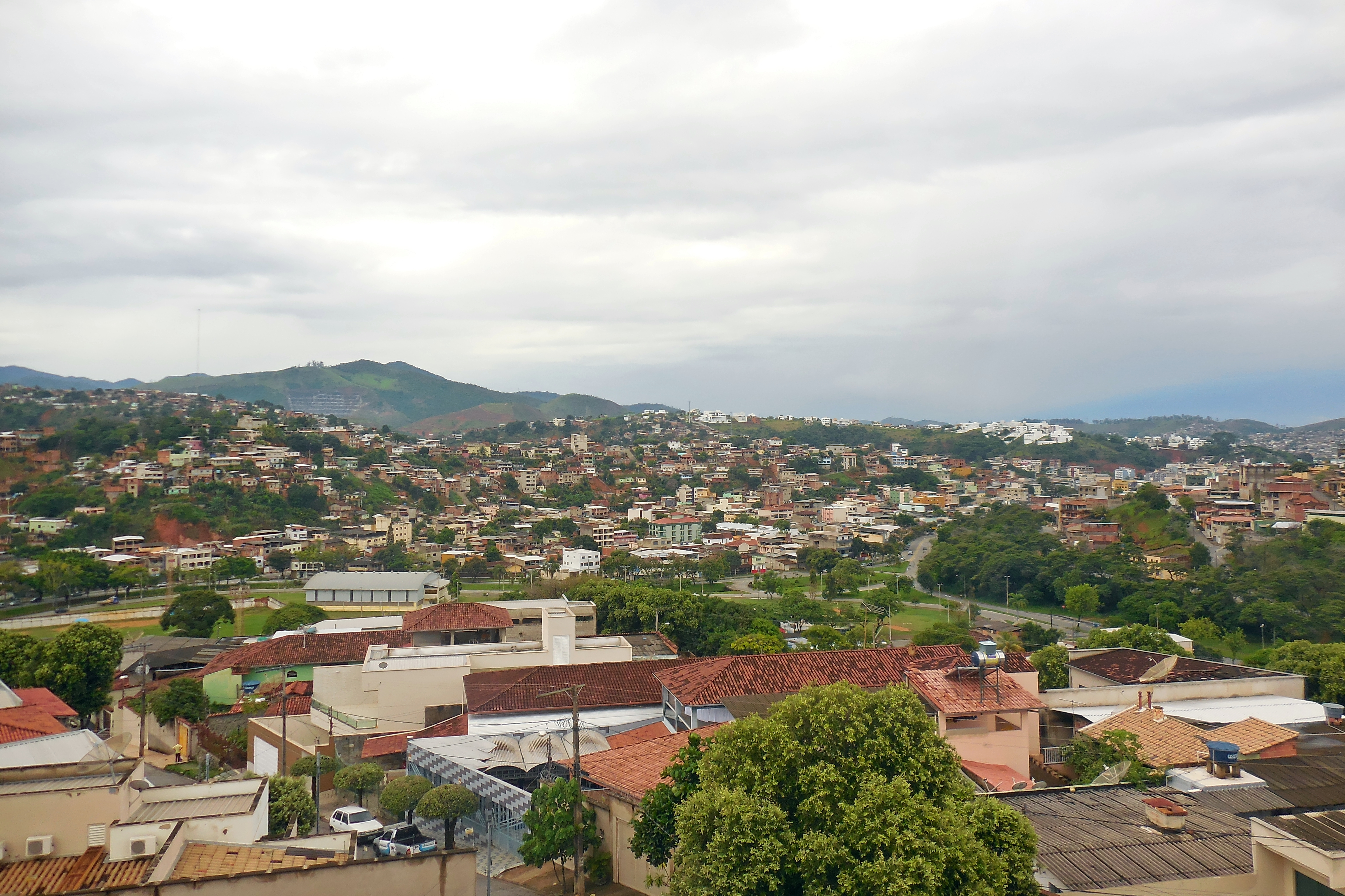
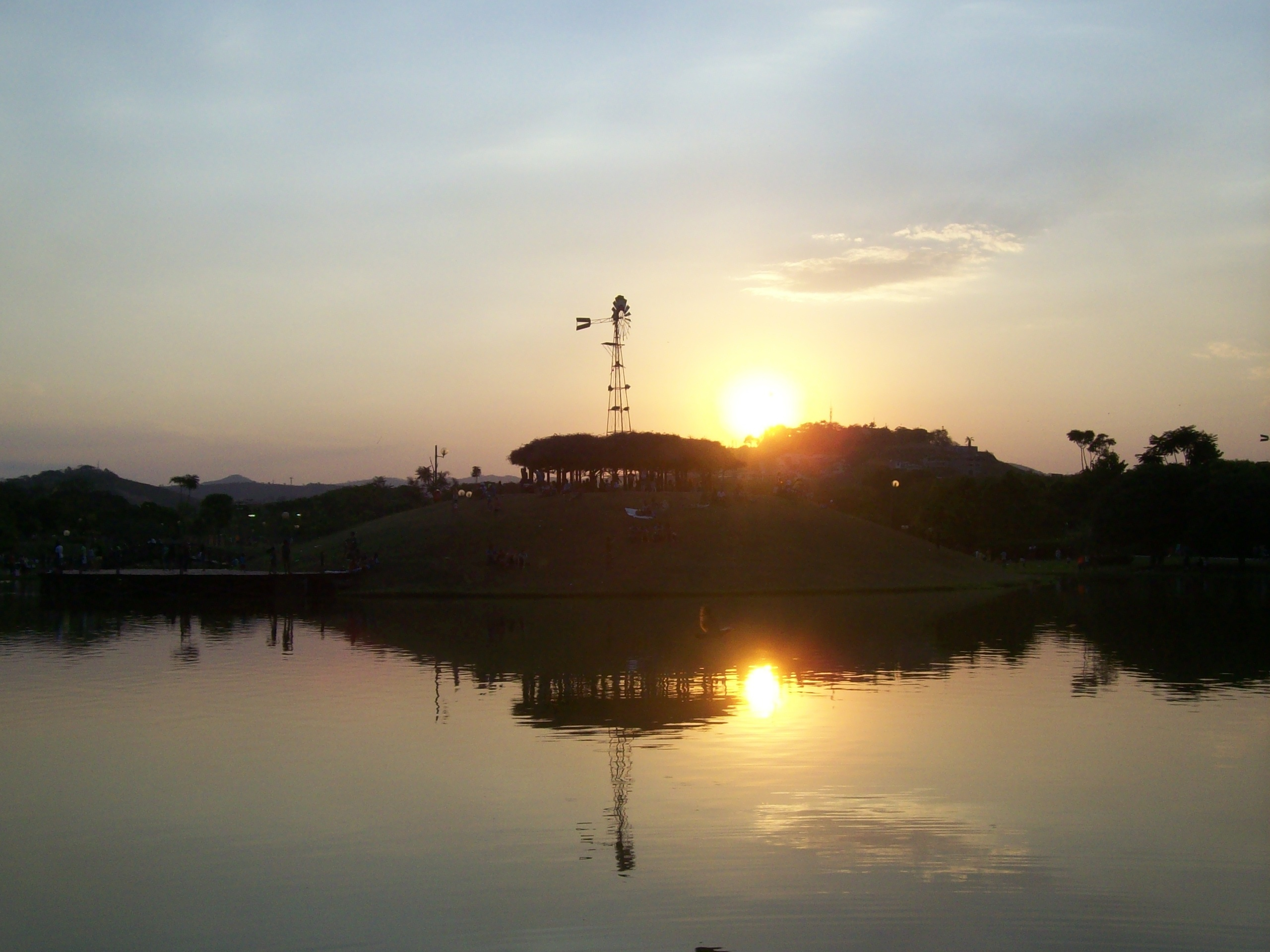
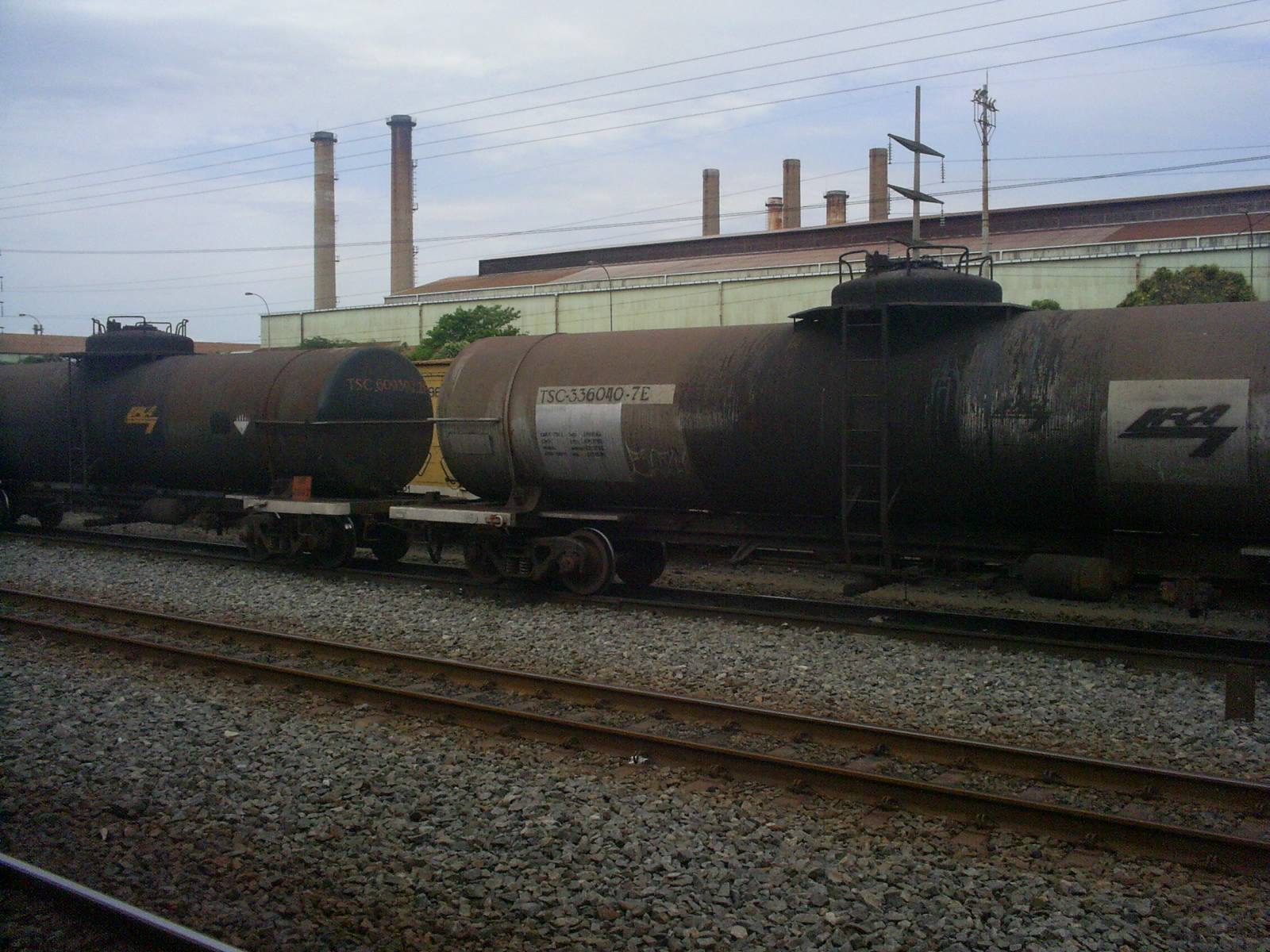
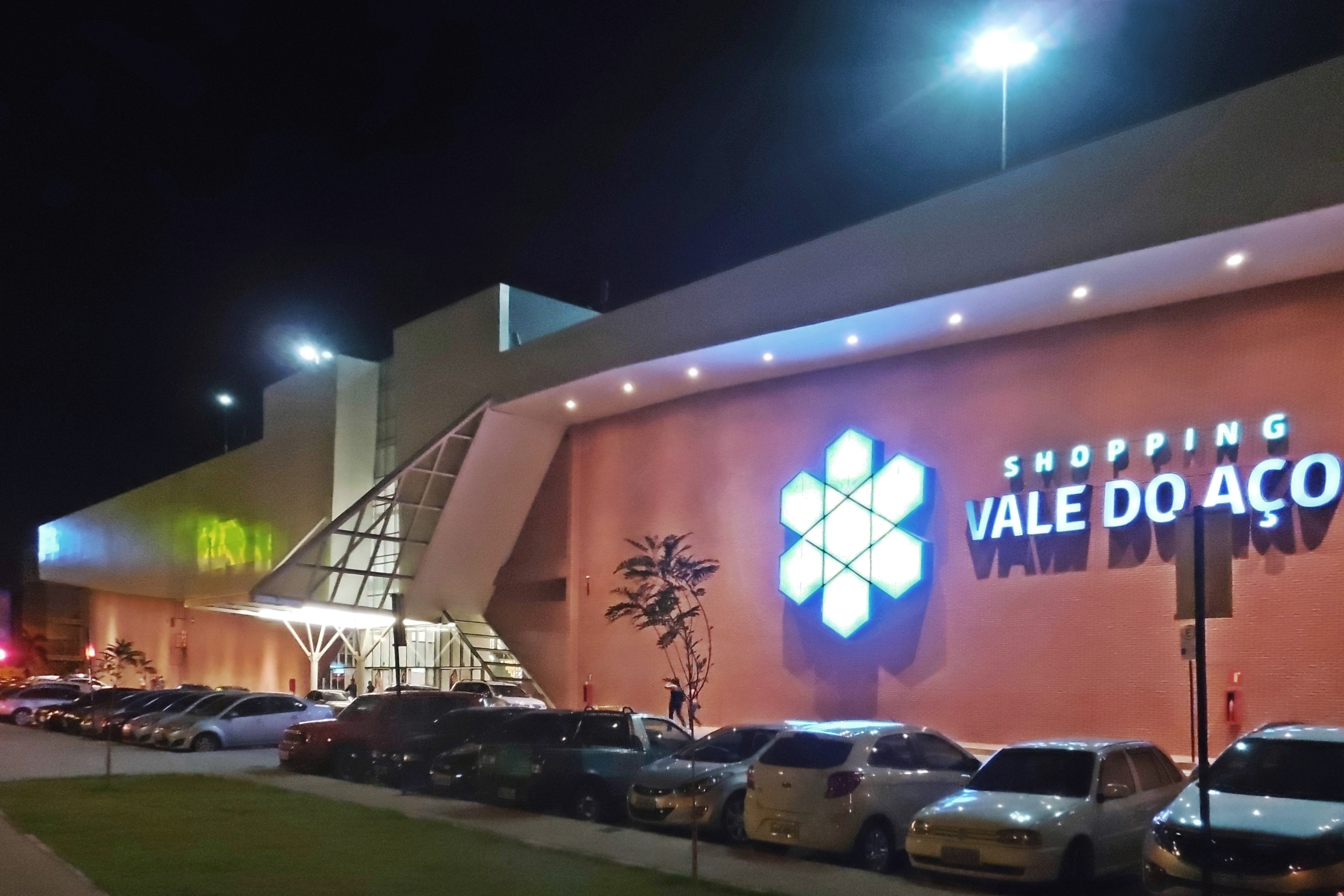
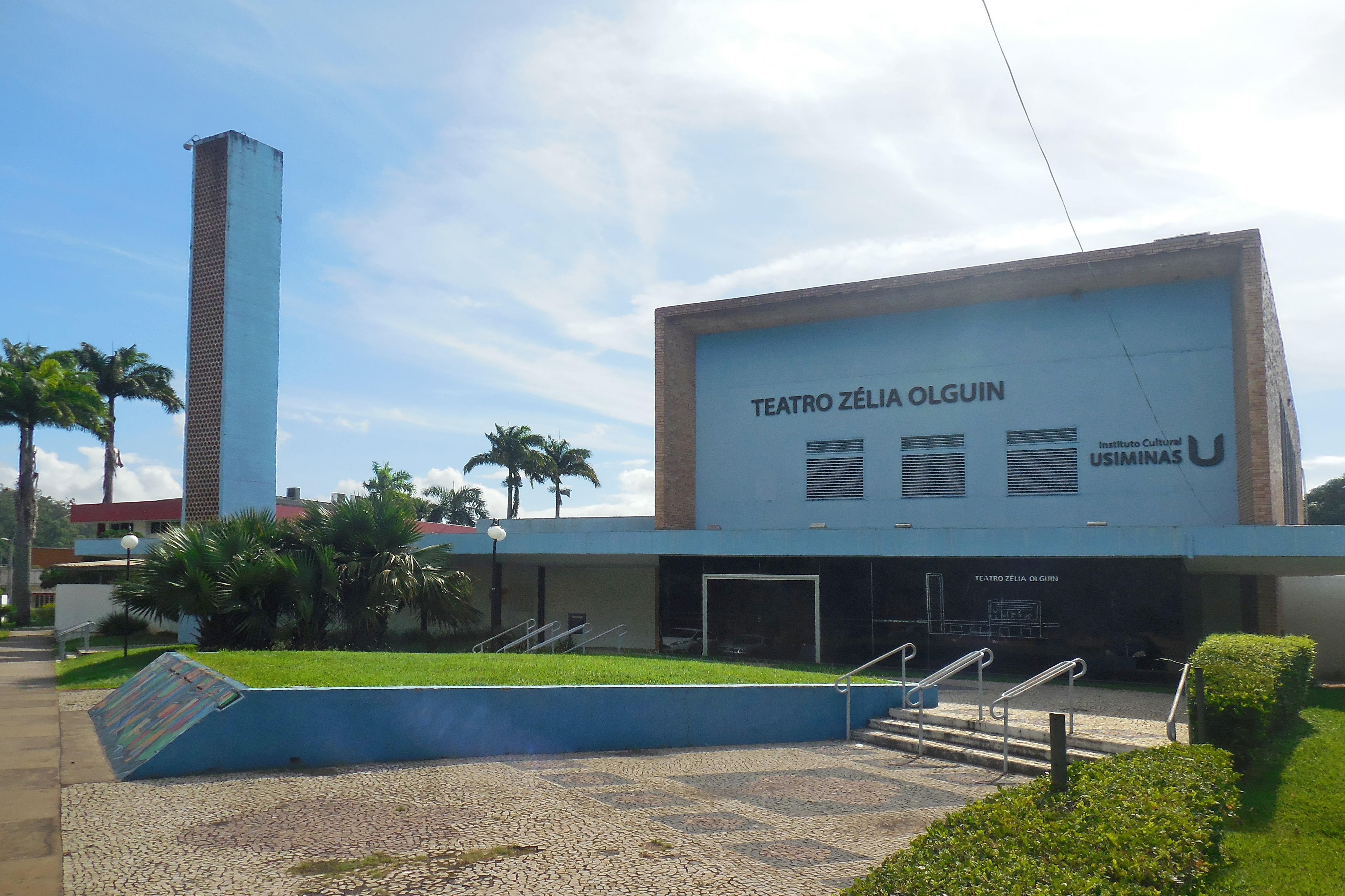
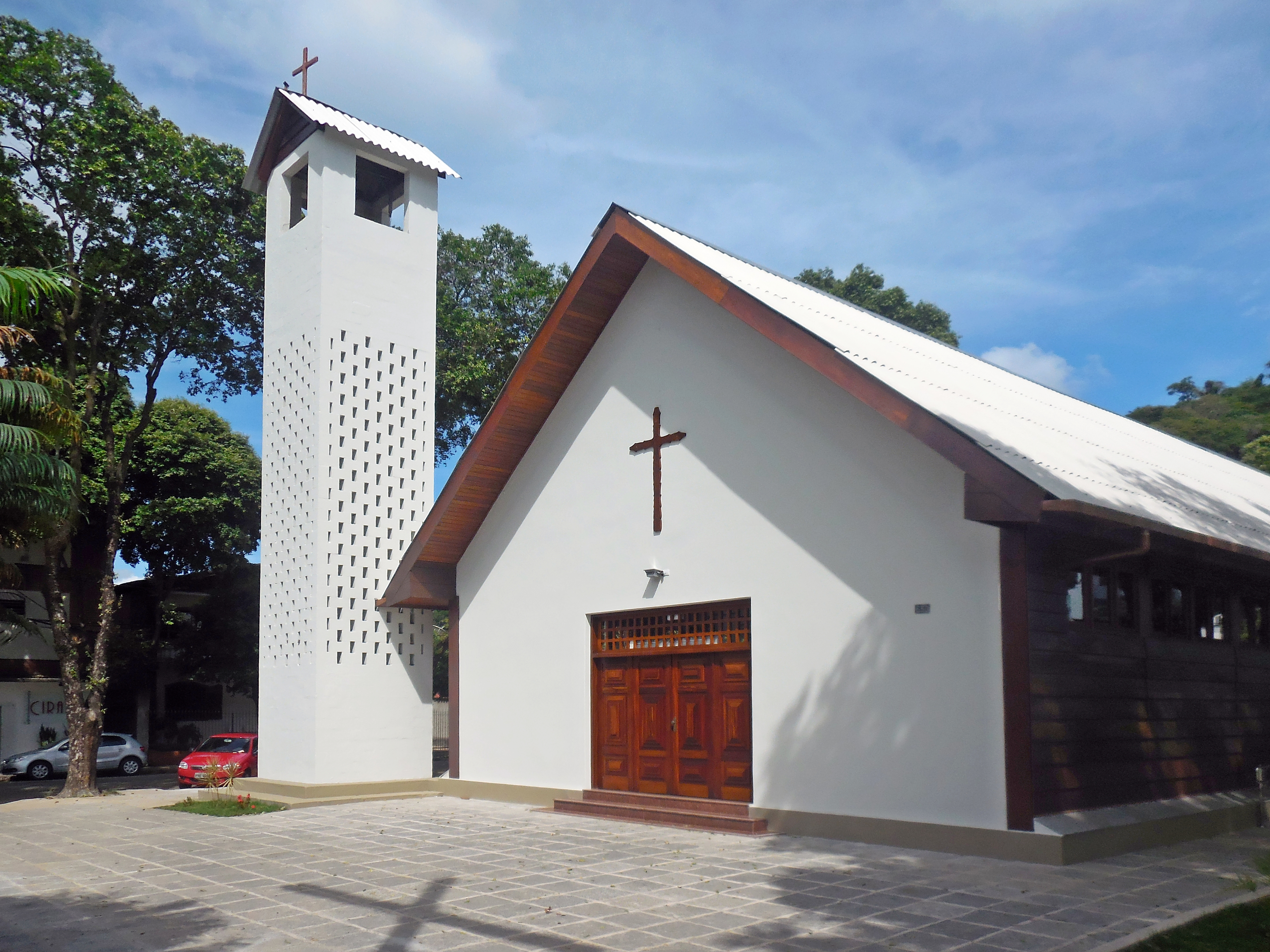
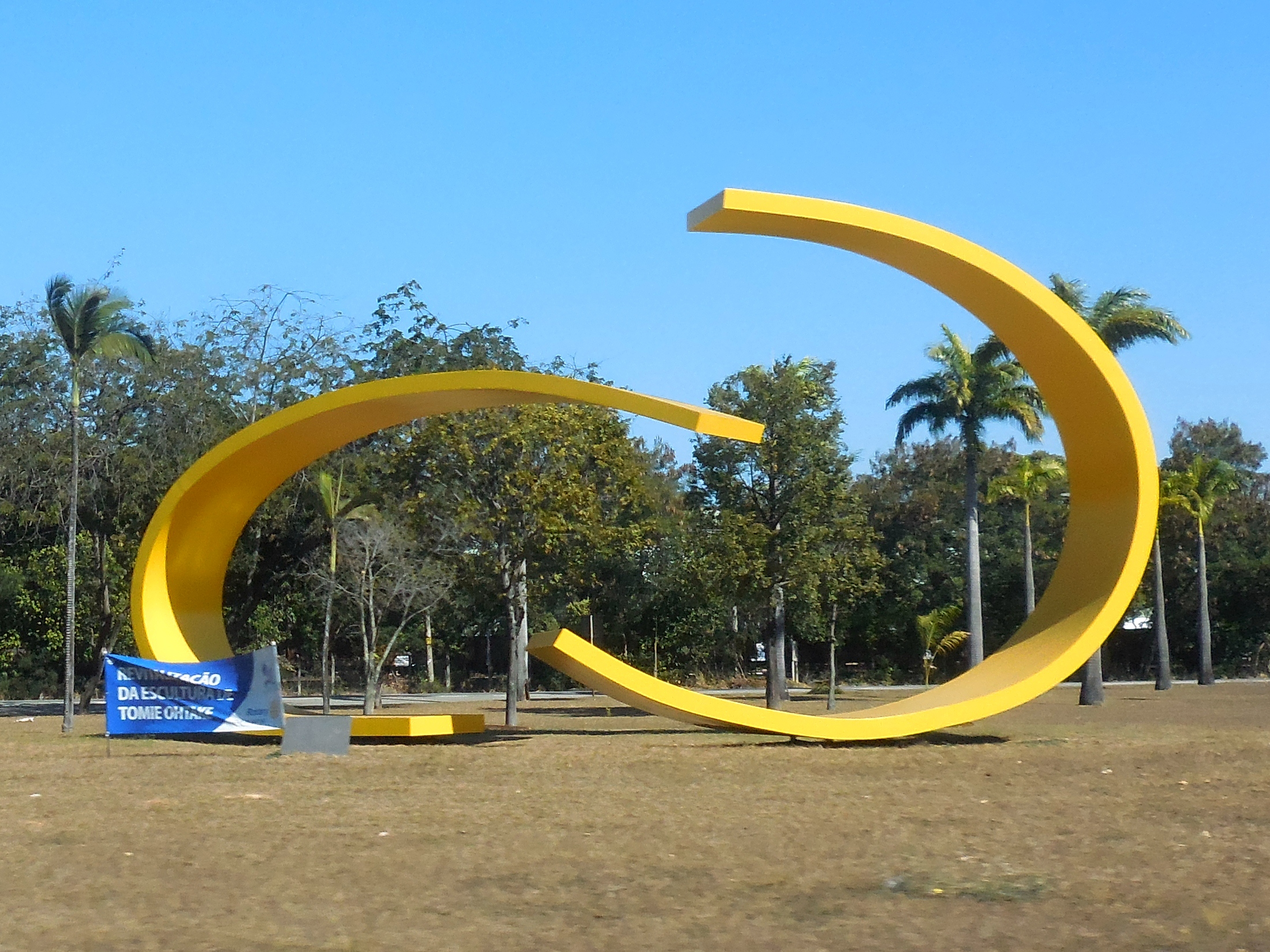